# Rodrigo Santoro
Rodrigo Junqueira dos Reis Santoro (Petrópolis, 22. kolovoza 1975.) je brazilski glumac.
Rodio se u Petropolisu,država Rio de Janeiro.
Dok je 1993. godine studirao novinarstvo, otišao je u glumačku školu kuće Globo. Tamo je glumio u nizu sapunica, proslavivši se u domovini. Kasnije je snimao filmove, od kojih neki i nisu bili osobito prihvaćeni.
Jedna od uloga koja mu je omogućila prepoznatljivost, jest ona Karla u britanskoj komediji "Zapravo ljubav".
Nastavio je snimati, a do sada je ostvario desetak uloga.
Igrao je perzijskog kralja Kserksa u filmu "300", snimljenom po stripu Franka Millera.
Glumački partneri su mu bili : Hugh Grant, Colin Firth, Emma Thompson, Laura Linney, Anne Bancroft, i Helen Mirren.
Najdraži glumci su mu Al Pacino i Robert De Niro.
Želio bi ostati u Riu, a ne se preseliti u Los Angeles.
Snimio je i reklamnu kampanju, a partnerica mu je bila Gisele Bundchen.